# Jacques Villeneuve (ur. 1953)
Jacques Villeneuve Sr. (ur. 4 listopada 1953 roku w Berthierville w Québec) – kanadyjski kierowca wyścigowy.
Jest bratem Gilles'a Villeneuvea i stryjem Jacques'a Villeneuvea, kierowców Formuły 1. Urodził się w niewielkiej miejscowości Berthierville (Quebec, Kanada). W swojej karierze wyścigowej ścigał się m.in. w Formule Atlantic, Indy Car, Can-Am, Formule 1 oraz wyścigach skuterów śnieżnych.

## Starty w Formule 1
| Sezon | Zespół | Konstruktor    | Zgł. | PKT | P. | P1 | P2 | P3 | Punkt. | PP | NO | NS | DK | NZ |
| --- | --- | -------------- | ---- | --- | -- | -- | -- | -- | ------ | -- | -- | -- | -- | -- |
| 1983 | RAM Automotive Team March | RAM March-Ford | 1    | -   | -  | -  | -  | -  | -      | -  | -  | -  | -  | 1  |
| 1981 | Arrows Racing Team | Arrows-Ford    | 2    | -   | -  | -  | -  | -  | -      | -  | -  | -  | -  | 2  |
| Razem | 2 | 2              | 3    | -   | -  | -  | -  | -  | -      | -  | -  | -  | -  | 3  |
| Sezon | Zespół | Konstruktor    | Zgł. | PKT | P. | P1 | P2 | P3 | Punkt. | PP | NO | NS | DK | NZ |
| \| Legenda \| Legenda \| \| ------------------------------------------ \| ------------------------------------------------------------------------------------------------------------------------------------------------------------------------------------------------------------------------------------------------------------------------------------------------------------------------------------------------------------------------------------------------------------------------------ \| \| Zgł. PKT P. P1 P2 P3 Punkt. PP NO NS DK NZ \| Liczba zgłoszeń do wyścigów Liczba zdobytych punktów Pozycja zajęta w klasyfikacji generalnej Liczba zwycięstw Liczba drugich miejsc Liczba trzecich miejsc Wyścigi, w których kierowca punktował Liczba zdobytych pole position Liczba zdobytych najszybszych okrążeń Wyścigi, w których kierowca był niesklasyfikowany Wyścigi, w których kierowca był zdyskwalifikowany Wyścigi, do których kierowca się nie zakwalifikował \| | |                |      |     |    |    |    |    |        |    |    |    |    |    |
| Legenda | |                |      |     |    |    |    |    |        |    |    |    |    |    |
| Zgł. PKT P. P1 P2 P3 Punkt. PP NO NS DK NZ | Liczba zgłoszeń do wyścigów Liczba zdobytych punktów Pozycja zajęta w klasyfikacji generalnej Liczba zwycięstw Liczba drugich miejsc Liczba trzecich miejsc Wyścigi, w których kierowca punktował Liczba zdobytych pole position Liczba zdobytych najszybszych okrążeń Wyścigi, w których kierowca był niesklasyfikowany Wyścigi, w których kierowca był zdyskwalifikowany Wyścigi, do których kierowca się nie zakwalifikował |                |      |     |    |    |    |    |        |    |    |    |    |    |